# 120 mm L Mle 1931
Il Canon de 120 mm Long Modèle 1931 (abbreviato in 120 mm L Mle 1931) era un cannone campale medio belga della seconda guerra mondiale. Dopo l'invasione tedesca del Belgio nel 1940, pezzi preda bellica furono immessi in servizio dalla Wehrmacht con la denominazione 12 cm Kanone 370(b) ed andarono ad equipaggiare le opere di difesa costiera.
Il pezzo era abbastanza pesante in relazione al calibro, ma aveva una buona gittata. L'affusto a code divaricabili era dotato di grossi vomeri per ancorare il pezzo al terreno.

## Voci correlate

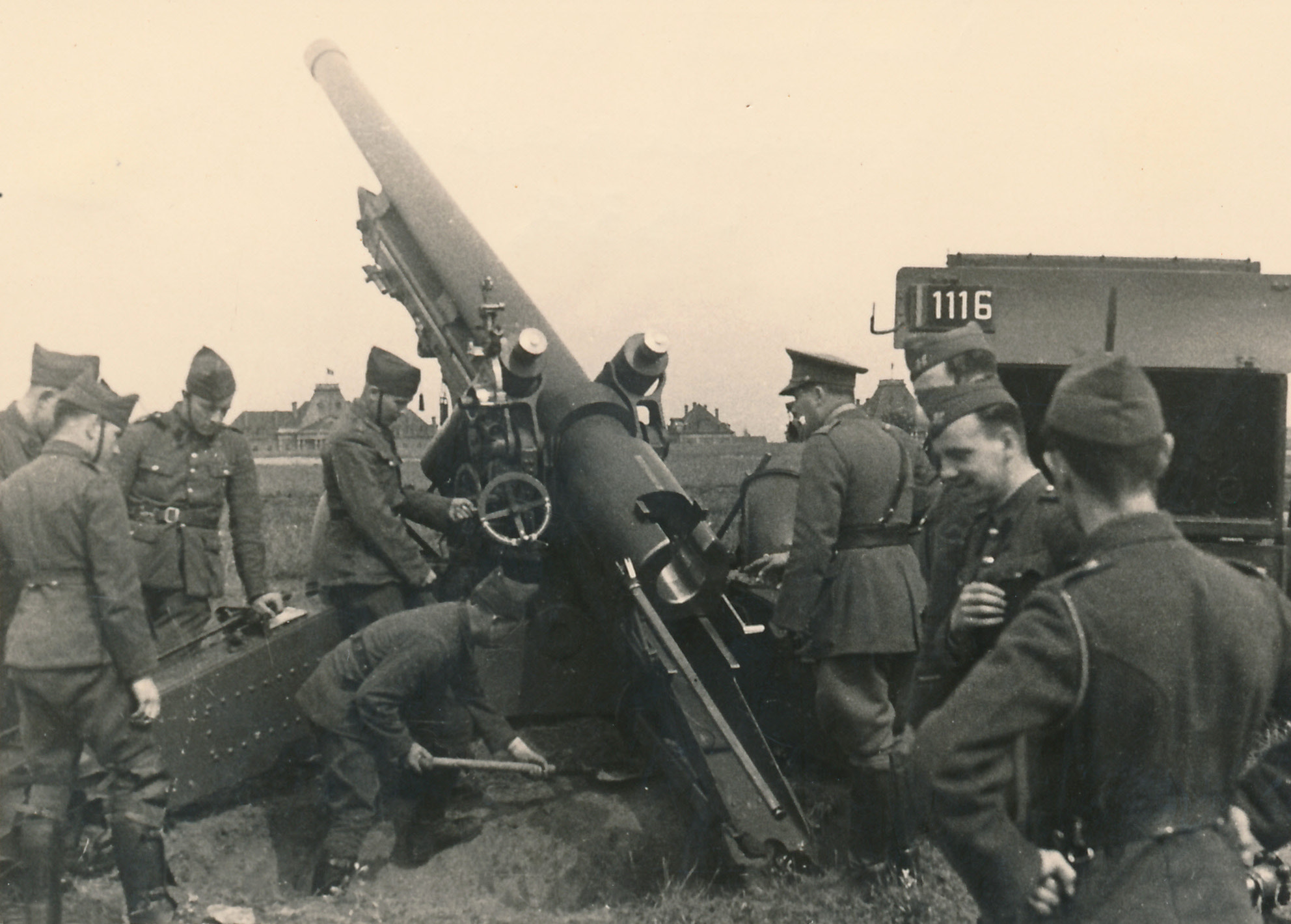
Impostazione della batteria del cannone belga FRC 120 mm mle 1931 del reggimento 26A dell'esercito belga